# Edmonia Lewis
Mary Edmonia Lewis (Greenbush (Rensselaer County), 4 juli 1844 – Londen, 17 september 1907) was een Amerikaanse beeldhouwer van Afro-Amerikaanse en Inheems-Amerikaanse afkomst.

## Biografie

### Jeugd en studie
Mary Edmonia Lewis werd geboren als de dochter van een Afro-Amerikaanse man afkomstig van Haïti en haar moeder was van Afrikaanse en Ojibwa (inheemse) afkomst. Ze werd al op jonge leeftijd wees en kwam daarop te wonen bij haar inheemse tantes die haar Wildfire noemden. Met de hulp van een oudere broer werd ze in 1859 toegelaten tot het Oberlin College waar ze tussen 1860 en 1863 studeerde. In de winter van 1862 werd ze door een groep witte mannen aangevallen, ontvoerd en in elkaar geslagen omdat zij verhalen hadden gehoord dat Lewis enkele van haar medestudenten had vergiftigd. Terwijl ze herstelde van haar verwondingen, voerde ze een rechtszaak over de beschuldigingen van vergiftiging en hiervoor werd ze door de rechtbank vrijgesproken.
Na een beschuldiging van diefstal stopte met haar studie aan het Oberlin en met de hulp van haar broer ging ze naar Boston. Met de hulp van abolitionist William Lloyd Garrison kon ze les krijgen bij een lokale beeldhouwer.

### Kunstcarrière
Het eerste werk van Lewis dat publiekelijk te zien was betrof een medaillon met de beeltenis van de militante abolitionist John Brown. Ze kreeg ook veel lof voor de buste die ze vervaardigde van de militair Robert Gould Shaw. Van het geld dat de verkochte kopieën van deze beeltenis opbrachten reisde Lewis in 1865 af naar Rome. Hier werd ze opgenomen in een kring van Amerikaanse kunstenaars die woonachtig waren in de Eeuwige Stad; onder hen bevonden zich Charlotte Cushman en Harriet Hosmer. Tijdens haar periode in Rome begon Lewis met het maken van beeldhouwwerken van inheemse Amerikaanse figuren. Zo vervaardigde ze de personages Hiawatha en Minnehaha die voorkwamen in het gedicht The Song of Hiawatha van Henry Wadsworth Longfellow.
Ook kreeg Lewis in Rome de gelegenheid de Italiaanse beeldhouwkunst te bestuderen. Ze gebruikte de compositie van de Sabijnse Maagdenroof van Giambologna voor de compositie van haar beeld Indian Combat. Ook slavernij was een veel voorkomend thema in haar werk. Zo creëerde ze onder meer het werk Forever Free. Haar carrière bereikte zijn hoogtepunt in 1876 toen haar beeldhouwwerk The Death of Cleopatra werd tentoongesteld bij de Centennial Exposition. Zeven jaar later kreeg ze haar laatste grote  opdracht en maakte ze Adoration of the Magi voor een kerk in Baltimore.

### Laatste jaren
In 1896 verruilde Lewis Rome voor Parijs en daar verbleef ze vijf jaar voordat ze verhuisde naar Londen. Ze bracht haar laatste jaren rustig door in Hammersmith omdat het neoklassieke werk dat ze maakte uit de mode was geraakt. Op 17 september 1907 overleed ze aan een leveraandoening. Ze werd begraven op de St. Mary's Roman Catholic cemetery in Kensal Green.

## The Death of Cleopatra

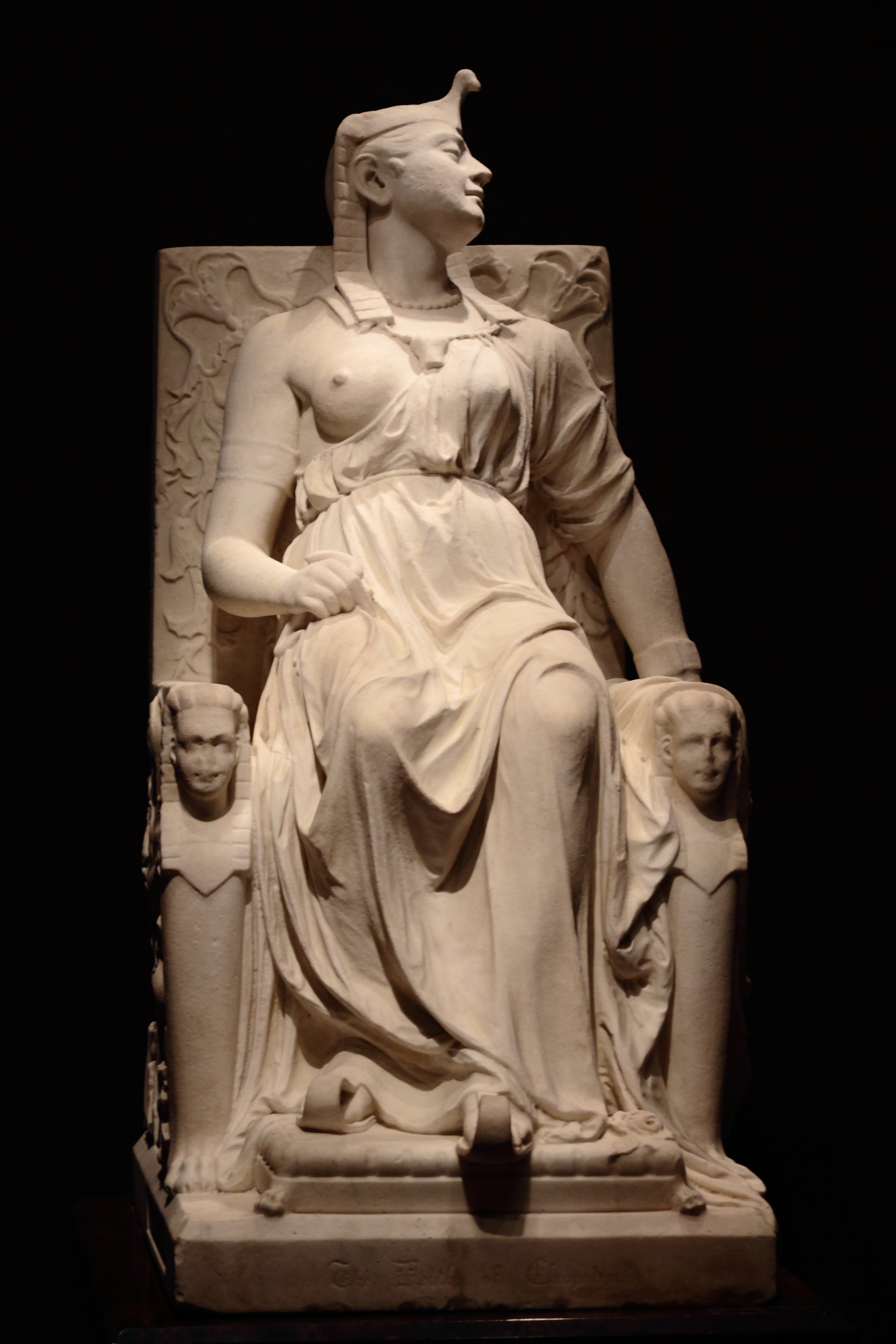
The Death of Cleopatra

Een van de beroemdste beelden van Lewis is het beeld The Death of Cleopatra dat ze maakte voor de Centennial Exposition. De beeltenis van Cleopatra VII door Lewis was behoorlijk vernieuwend voor die tijd. Voor haar hadden kunstenaars de Egyptische farao vaak afgebeeld vlak voor haar dood, maar bijna niemand had haar afgebeeld tijdens haar doodsstrijd. Over de betekenis van het beeld is dan ook veel gediscussieerd door kunsthistorici. Was het een eerbewijs aan een Afrikaanse koningin? Of creëerde Lewis doelbewust een onderscheid tussen haar beeld van Cleopatra en een Afro-Amerikaanse vrouw?
Lewis slaagde er niet in om het beeld in Amerika te verkopen en ze vertikte het om de enorme vrachtkosten te betalen om het beeld terug naar Europa te halen. Het beeld heeft enige tijd in een saloon gestaan en stond vervolgens bij het graf van een paard bij een paardenracebaan in Illinois. Het beeldhouwwerk belandde uiteindelijk in de collectie van het Smithsonian American Art Museum.

## Galerij

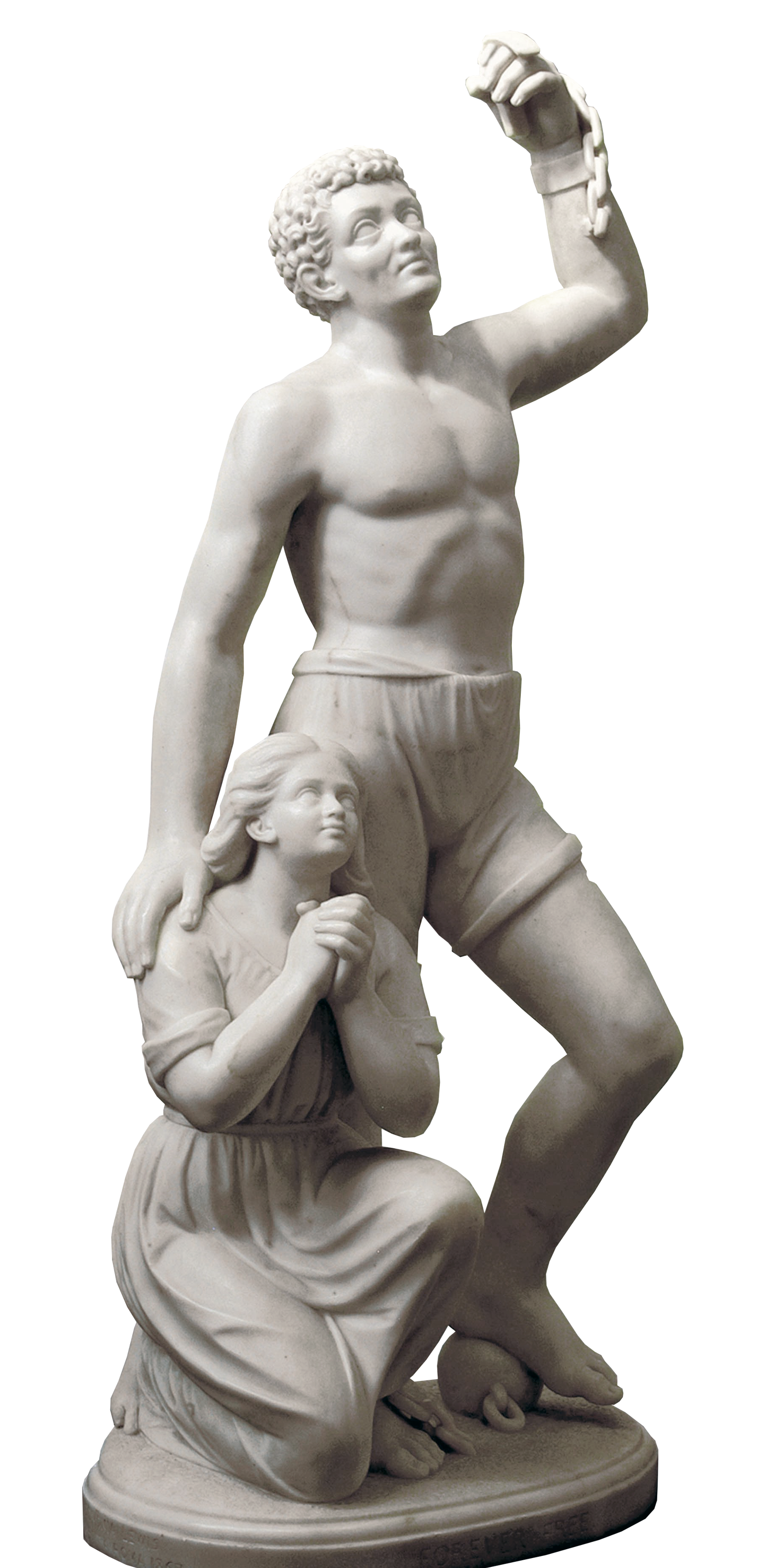
Forever Free
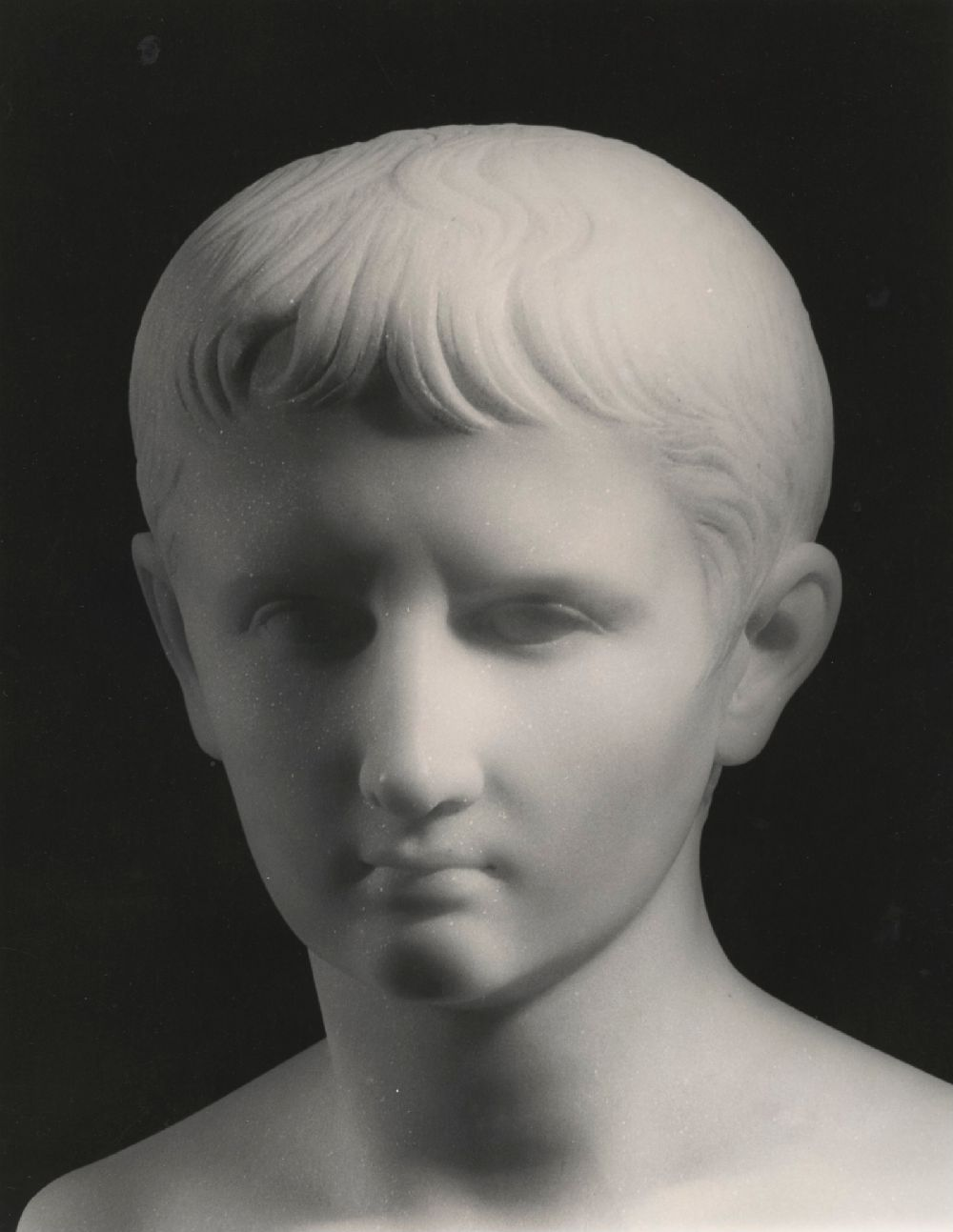
Jonge Octavianus
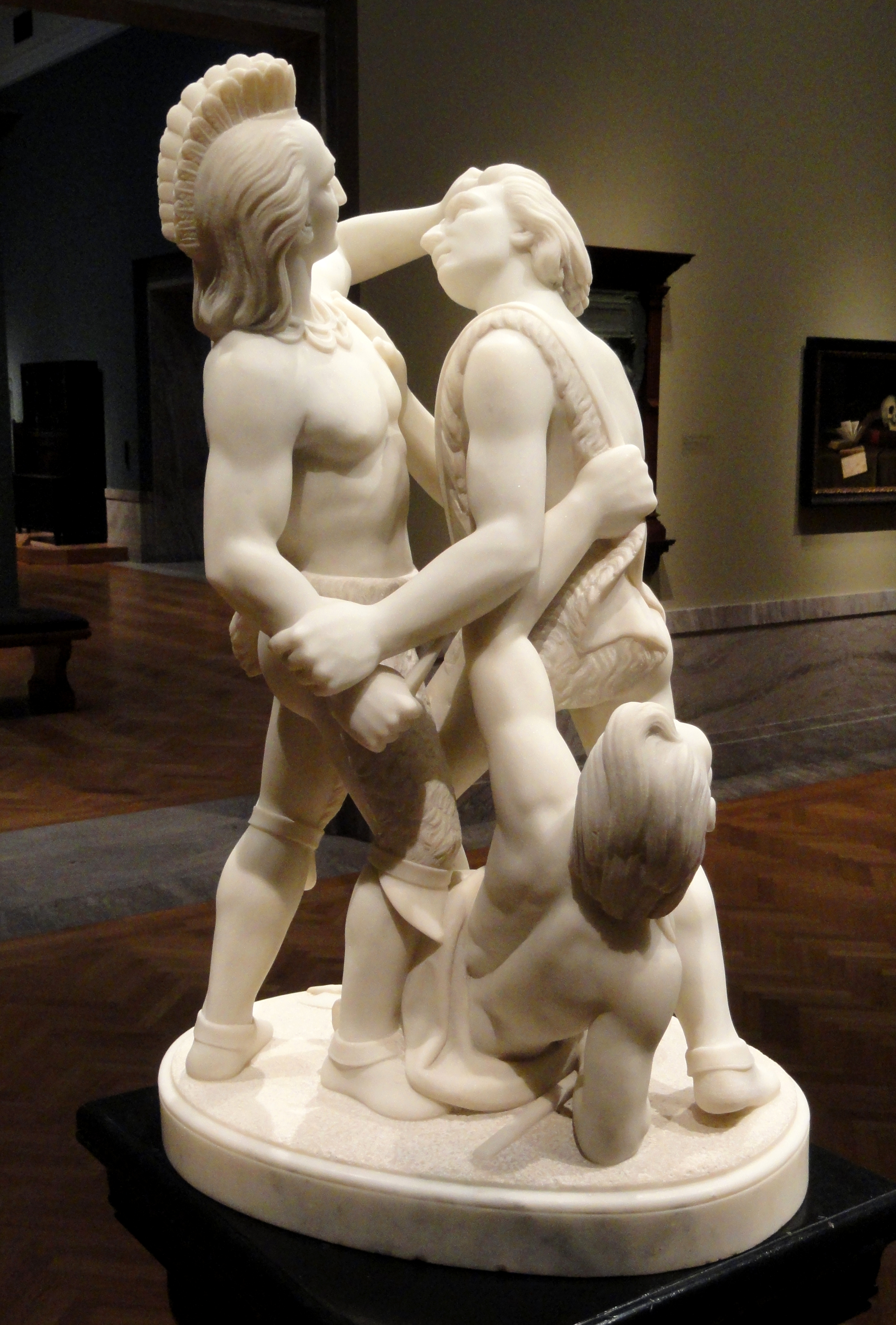
Indian Combat
Old Arrow Maker
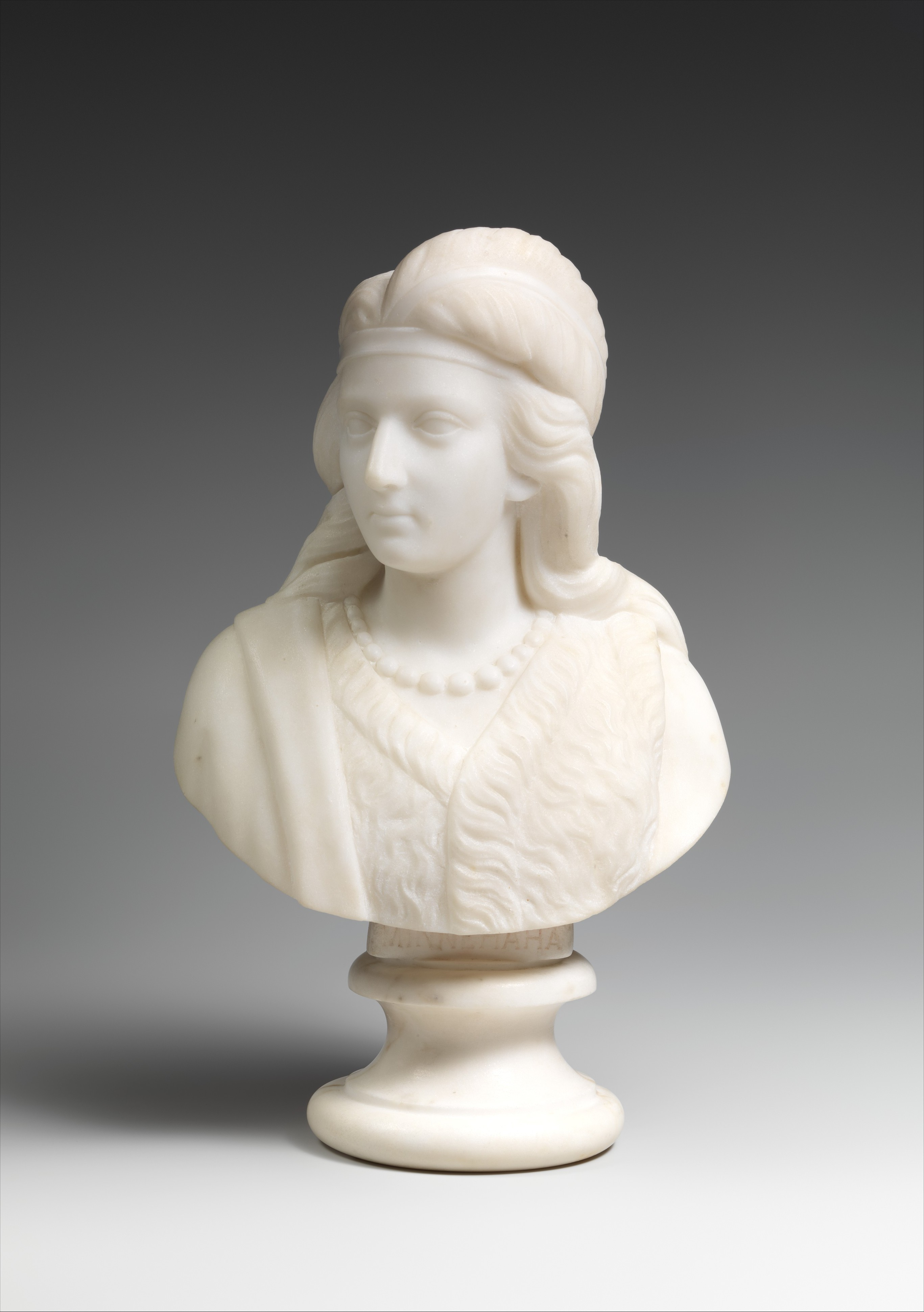
Minnehaha

## Eerbewijzen
Op 26 januari 2022 werd er een postzegel van Lewis uitgebracht.